# Hipostomins
Els hipostomins (Hypostominae) són una subfamília de peixos teleostis de la família Loricariidae dins ordre Siluriformes
En estudis fets sobre gèneres representatius de Hypostominae es mostra que dins d'aquest grup el nombre diploide va des de 2n = 52 a 2n = 80. Tanmateix la suposada àmplia diversitat cariotípica de la família Loricariidae o la subfamília Hypostominae podria presentar-se quasi exclusivament restringida al gènere Hypostomus, i les espècies dels altres gèneres conserven un nombre diploide.